# 山形ユキオ
山形 ユキオ（やまがた ユキオ、1957年3月11日 - ）は、日本の歌手、俳優、声優。福岡県出身。
本名は山形 幸生（読み同じ）。

## 人物・来歴
高校3年生の時にテレビのある歌番組のオーディションを受けたが、落選。合格した人物の話を聞いて最初から、その人物に決定しており、この世界にあることと言われたことから唖然していた。歌手を志し崇徳学園高等学校卒業後に上京。高校時代の担任の勧めで東京音楽学院に入学し、音楽を学ぶ。その後バーの従業員やバンドボーイとして下積みをし、ロックバンド”裸舞”に参加（後の「トッシュ〈TUSH〉」）。ロックバンド裸舞で横須賀米軍キャンプ（Enlisted Men's club EM クラブ）で一年間専属出演。ハードロックを歌っていた。
1981年に、山本正之からの声掛けにより5人組バンド「トッシュ」としてテレビアニメ『ヤットデタマン』の主題歌を担当。前田よしひろとのツインボーカルで歌唱を担当し、これをきっかけにアニメソング・特撮ソング歌手としての活動を開始。
アニメイベントに参加する中で81プロデュースと関わったことで演劇に興味を持ち、同事務所に所属。そこで声優・演出家の野沢那智に誘われたことをきっかけにミュージカル俳優として活動を開始。野沢が主宰する「劇団薔薇座」に参加し、ミュージカル『飛べ!京浜ドラキュラ』で俳優デビューを果たす。その後はミュージカル『ミス・サイゴン』のオーディションに合格し、以降多くの舞台・ミュージカル作品に出演した。
代表曲はテレビアニメ『銀河烈風バクシンガー』のオープニングテーマ「銀河烈風バクシンガー」（1982年、坂部悟とのデュエット）、テレビアニメ『爆走兄弟レッツ&ゴー!!』のオープニングテーマ「ウィニング・ラン! -風になりたい-」（1996年）、特撮テレビドラマ『百獣戦隊ガオレンジャー』オープニングテーマ「ガオレンジャー吼えろ!!」（2001年）など。
日焼けした褐色の肌と、喉の奥から絞り出すかのような野性味あふれるハスキーボイスが特徴。このハスキーボイスは生まれつきのものではなく、ソウルやブルースを歌うためにバーボンを飲んでわざと喉を焼き、そこから10年かけて作り変えたものである。肌に関しては当初『ミス・サイゴン』の役作りのために始めたものだがいつしか気に入ったらしく、現在も日焼けサロンに通うなどして維持している。『有吉反省会』（2014年6月29日放送回）には「色が黒いことを反省する」という名目で出演し、肌の色を「日本人の限界を超えている」「例えるならドングリの表皮」とコメントされた。代表曲「ガオレンジャー吼えろ!!」はその（特に出だしの「ガオ！」の部分）パワフルさゆえ、イベントで歌った際にはその声と自身の見た目に怯えた子供たちに泣かれてしまったという逸話を持つ。
一部履歴にロックバンド「ハリマオ」のボーカルとしても活動していたと記述されていたが、本人のTwitterによって否定されている。

## 作品

### アニメ
- ステレオ劇画『多羅尾判内』〈日本フォノグラム〉（1979年）
  - 多羅尾判内 - 「トッシュ」の一員として
- ヤットデタマン（1981年）
  - ヤットデタマンの歌（オープニングテーマ） - 「トッシュ」の一員として
- 銀河旋風ブライガー（1981年）
  - 太陽の子ら（挿入歌）
  - 星影のララバイ（第28～30話期間限定エンディングテーマ） - DVDでは通常EDの「さすらいキッド」に差し替えられている
  - ABAYO FLY BYE（最終話エンディングテーマ）
- 魔境伝説アクロバンチ（1982年）
  - 夢の狩人（オープニングテーマ）
- 銀河烈風バクシンガー（1982年）
  - 銀河烈風バクシンガー（オープニングテーマ） - 坂部悟とのデュエット
  - 不死蝶のライラ（挿入歌）
  - 愛のライディング・マシーン（挿入歌）
- 銀河疾風サスライガー（1983年）
  - 恋人たちの星まつり（挿入歌）
- OVA トゥインクル NORA(ノーラ)ロック・ミー!（1985年）
  - Love Me! ～ロックン・ノーラ（エンディングテーマ）
- OVA 冥王計画ゼオライマー（1988年）
  - 紅のロンリネス（PROJECT I～III 主題歌）
  - I LOVE YOU 愛してる（PROJECT IV 主題歌）
- 爆走兄弟レッツ&ゴー!!（1996年）
  - ウィニング・ラン! -風になりたい-（前期オープニングテーマ）
- 問題児たちが異世界から来るそうですよ?（2013年）
  - Beauty as the Beast（挿入歌） - 「佐土原かおり featuring山形ユキオ」名義
- ガールズ&パンツァー 劇場版（2015年）
  - 鉄人戦車T28!（イメージソング）

### 特撮
- 電磁戦隊メガレンジャー（1997年）
  - 最強! スーパーギャラクシーメガ!!（挿入歌）
- 星獣戦隊ギンガマン（1998年）
  - 見せつけろ星獣魂!（挿入歌）
  - 獣装光! 正義よ輝け!（イメージソング）
- 救急戦隊ゴーゴーファイブ（1999年）
  - 緊急合体! ビクトリーロボ（挿入歌）
- 未来戦隊タイムレンジャー（2000年）
  - タイムシャドウ 〜姿なく、音もなく〜（挿入歌）
  - 覚醒! ブイレックスロボ!!（挿入歌）
- 百獣戦隊ガオレンジャー（2001年）
  - ガオレンジャー吼えろ!!（オープニングテーマ）
  - HOT! HOT! ガオマッスル!!（挿入歌）
  - その翼で…（イメージソング）
  - 絆 〜Spirit of Gao Ranger〜（挿入歌） - Saliaとのデュエット
- 劇場版 百獣戦隊ガオレンジャー 火の山、吼える（2001年）
  - ガオレンジャー吼えろ!! オールキャスト・スペシャル・ヴァージョン（オープニングテーマ） - 「山形ユキオ&ガオレンジャー」名義
- 特命戦隊ゴーバスターズ（2012年）
  - バスターマシン、発進せよ!（挿入歌）
- 非公認戦隊アキバレンジャー（2012年）
  - 非公認戦隊アキバレンジャー（オープニングテーマ） - 「桃井はるこfeat.山形ユキオ」名義
  - Machineイタッシャー!（挿入歌） - 「桃井はるこfeat.山形ユキオ」名義
  - Machineイタッシャー! <Battle Mix>（挿入歌） - 「桃井はるこfeat.山形ユキオ」名義
- 非公認戦隊アキバレンジャー シーズン痛（2013年）
  - アキバレンジャー シーズン痛!（オープニングテーマ） - 「桃井はるこfeat.山形ユキオあんどMoJo」名義
  - スーパー戦隊☆非公認応援歌（第1痛エンディングテーマ） - 「赤木信夫と山形ユキオあんどMoJo」名義
  - スーパー戦隊☆非公認応援歌（ver.MAX!!）（最終痛エンディングテーマ） - 「赤木信夫、石清水ルナ、横山優子、桃井はるこ、山形ユキオ、MoJo」名義
- 帰ってきた特命戦隊ゴーバスターズVS動物戦隊ゴーバスターズ（2013年）
  - 動物戦隊ゴーバスターズ（挿入歌）
- 烈車戦隊トッキュウジャー（2014年）
  - トッキュウ総進撃!!!（挿入歌）
- 手裏剣戦隊ニンニンジャー（2015年）
  - 超絶ライオンハオー!（挿入歌）
- 動物戦隊ジュウオウジャー（2016年）
  - デスデスデスガリアン（挿入歌）
- 機界戦隊ゼンカイジャー（2021年）
  - NEVER GIVE UP!スーパーゼンカイオージュラン（挿入歌）

### ゲーム
- worst end of the world（2015年、『モンスターストライク』イメージソング）

### その他
- 翔べ!タイガーマスク（1982年）
  - 翔べ!タイガーマスク
  - タイガー・スープレックス
  - 戦士!タイガーマスク（勇者に捧げるラヴ・ソング）
- ラジオ『ペアペアアニメージュ』（1983年～）[2]
  - ペア・ペア アニメージュ（テーマソング1） - ペアペア・シンガーズの一員として
  - 恋人たちのサンバ（イメージソング） - 島津冴子とのデュエット
  - ひとりぼっちのRadio Time（テーマソング2） - ペアペア・シンガーズの一員として
  - れ・ん・あ・いアドベンチャー（テーマソング3） - ペアペア・シンガーズの一員として
  - 渚のデイドリーム（1985年ED主題歌）
- ヤマガタ店長（2013年「fake」収録） - 「流田Project feat.山形ユキオ」名義

### シングル
- サイレント・シティ / もう一度Lady（1984年／キングレコード、KO7S-521）

## 出演

### 俳優

#### テレビドラマ
- おしゃべり人物伝
- スーパー戦隊シリーズ
  - 百獣戦隊ガオレンジャー 第6話（2001年、テレビ朝日） - 矢島綾乃介 役
  - 非公認戦隊アキバレンジャー 第9話（2012年、BS朝日）
  - 非公認戦隊アキバレンジャー シーズン痛 第3痛（2013年、BS朝日） - 山形ユキオ 役（本人役）
  - 手裏剣戦隊ニンニンジャー（2015年、テレビ朝日） - 獅子王 役

#### 舞台
- 飛べ!京浜ドラキュラ（1982年） - 暴走族横浜貴族リーダー ハマトラ 役
- ポセイドンの伝説（1983年） - 坑夫のリーダー 役
- 若草物語
- から騒ぎ
- 真夏の夜の夢
- ピーターパン（1987年）
- バースディゲーム（1987年）
- 音楽座『シャボン玉とんだ宇宙（ソラ）までとんだ』（1990年） - プロデューサー、宇宙人 役
- 音楽座『チェンジ』（1990年） - 落合健一 役
- ミス・サイゴン（1992年） - トゥイ 役
- 湘南物語「俺は灯台になる」（1993年） - 夏久 役
- 夢のタイムリミット（1995年）
- 蜘蛛女のキス（1996年）
- ミュージカル版怪盗セイント・テール - パパ 役（1996年）
- 朝倉薫演劇団5周年記念公演『桃のプリンセス』（1996年）
- レ・ミゼラブル（1997年、1998年、1999年） - テナルディエ 役
- カンパニー（1999年） - デビット 役
- シアターX＋N.Y.シアター・ジャパン・プロダクションズ提携公演『景清拘留』（2000年）
- 三越劇場10月公演『夢番地一丁目』（2000年）
- 葉っぱのフレディ（2000年） - 父親 役
- モーニング娘。のミュージカル『LOVEセンチュリー 〜夢はみなけりゃ始まらない〜』（2001年）
- パウロ（2001年） - ステファノ 役
- ミュージカル『十二夜』（2003年） - サー・アンドルー 役
- ルルドの奇跡（2005年）

### 声優

#### テレビアニメ
- それいけ!アンパンマン（1989年、日本テレビ） - バタきち 役
- ダッシュ!四駆郎（1990年、テレビ東京） - ジャック 役
- 機動戦士Vガンダム（1993年、テレビ朝日） - トッリ・アーエス 役
- 疾風!アイアンリーガー（1993年、テレビ東京） - リベロン 役[8]

#### OVA
- Good Morningアルテア（1987年） - ハッカー 役
- デジタル・デビル物語 女神転生（1987年） - 村木兼人 役

#### 映画
- 劇場版 百獣戦隊ガオレンジャー 火の山、吼える（2001年、東映） - ハデスオルグの声 役

#### 吹き替え

##### 映画
- ダーティ・ダンシング（1987年） - ジョニー〈パトリック・スウェイジ〉※フジテレビ版
- クリフハンガー（1993年） - デルマー ※フジテレビ版
- ユージュアル・サスペクツ（1995年） - ジャック・ベア〈ジャンカルロ・エスポジート〉※ビデオ版
- パイレーツ・オブ・カリビアン/呪われた海賊たち（2003年）

##### ドラマ
- フルハウス（1987年 / 第3シーズン第9話） - ピート・ビアンゴ
- ザ・ハイツ〜青春のラプソディ〜（1993年） - J.T.〈ショーン・デビッド・トンプソン〉

##### アニメ
- ザ・シンプソンズ（ルウェリン・シンクレア）
- ミュータント・タートルズ（1987年テレビ東京版） - ケイシー・ジョーンズ
- パワーパフガールズ（カートゥーン ネットワーク、テレビ東京） - ブギーマン

### 人形劇
- ひげよさらば（1984年、NHK） - ヒトトビ 役

### 歌手

#### 音楽ライブイベント
- 第7回アニメグランプリ（1985年4月20日）
- 第8回アニメグランプリ（1986年）
- 「今井清隆ファーストコンサート」アートスフィア（2001年）
- スーパーヒーロー魂（2001年 - ）
- スーパーロボット魂（2002年 - ）
- スーパー戦隊“魂”（2004年 - ）
- 340presents「石山祭」（2012年 - 2016年）
- 超英雄祭 KAMEN RIDER × SUPER SENTAI LIVE & SHOW 2014 〈ミュージックライブパート〉（2014年）

#### テレビ番組
- 萌える!泣ける!燃える! ゼロ年代 珠玉のアニメソングスペシャル（2010年、NHK BS2）
- 第2回「キングラン アニソン紅白2010 supported by スカパー！」（2010年、スカチャン）
- KINGRUN presents アニソンキング（2012年、スカチャン）
- 有吉反省会（2014年6月29日、日テレ）
- 人生が変わる1分間の深イイ話（2014年、日テレ）